# Musée Arménien de France
Het Musée arménien de France (Armeens museum van Frankrijk) is een privémuseum in het 16e arrondissement van de Franse hoofdstad Parijs, gewijd aan de Armeense cultuur.

## Geschiedenis
Het museum werd in 1949 opgericht door Nourhan Fringhian om de herinnering aan de rijke cultuur van de Armeense Diaspora levend te houden. Het gebouw werd pas in 1993 opengesteld voor het publiek.
De collectie bestaat uit godsdienstige kunst (boekbanden van het Evangelie, monstransen, bisschoppelijke kettingen etc.) en wereldse kunst (objecten uit het dagelijks leven), evenals een aantal schilderijen en beeldhouwwerken.
Vandaag de dag wordt het museum beheerd door de Nourhan Fringhian Foundation.